# Gora Makarova
Gora Makarova är ett berg i Antarktis. Det ligger i Östantarktis. Australien gör anspråk på området. Toppen på Gora Makarova är 1 354 meter över havet, eller 321 meter över den omgivande terrängen. Bredden vid basen är 10,4 km.
Terrängen runt Gora Makarova är kuperad åt nordost, men åt sydväst är den platt. Trakten är obefolkad. Det finns inga samhällen i närheten.